# Jon Unzaga
Jon Unzaga Bombín (Llodio, 20 agosto 1962) è un ex ciclista su strada spagnolo di origine basca.
Professionista dal 1987 al 1996, si aggiudicò una tappa alla Vuelta a España 1992.

## Palmarès
- 1991 (Seur, due vittorie)

4ª tappa Euskal Bizikleta
2ª tappa GP Torres Vedras
- 1992 (CLAS, una vittoria)

7ª tappa Vuelta a España (Lérida > Pla de Beret)
- 1992 (CLAS, una vittoria)

Klasika Primavera

## Piazzamenti

### Grandi Giri
- Giro d'Italia

1989: 20º
1990: ritirato
1995: 37º
- Tour de France

1988: 53º
1992: 22º
1993: 18º
1994: non partito (15ª tappa)
- Vuelta a España

1988: 47º
1989: 23º
1990: 20º
1991: 16º
1992: 23º
1993: 18º
1994: 11º
1995: ritirato (13ª tappa)
1996: ritirato

### Classiche monumento
- Milano-Sanremo

1992: 171º
1993: 140º
- Liegi-Bastogne-Liegi

1993: 18º

### Competizioni mondiali
- Campionati del mondo

Benidorm 1992 - In linea: 33º
Oslo 1993 - In linea: 42º